# ロシアン・ルーレット (1991年の映画)
『ロシアン・ルーレット』（原題：Company Business）は、1991年制作のアメリカ合衆国のアクション映画。
ヨーロッパを舞台に、CIAとKGBの陰謀に巻き込まれた米ソの腕利きエージェントが戦いを挑むスパイ・アクション映画。ジーン・ハックマン、ミハイル・バリシニコフらが出演。

## あらすじ
かつてCIAの腕利きのエージェントだったサム・ボイドは、ある日突然CIA本部から呼び出され、元長官のジャッフェから非公式である仕事を依頼される。
それは、1969年にソ連でスパイ容疑で捕まった男ソベルと、7年前にアメリカで捕まったKGBのスパイ・グルシェンコに200万ドルをつけてベルリンで交換するというものだった。だがサムは、その資金源がコロンビアの麻薬組織であることに疑念を抱く。それはグルシェンコもまた同じであった。
いいしれぬ不安を抱いたまま、サムとグルシェンコはベルリンへ向かう。そして、交換場所に指定された地下鉄の廃墟で今まさに人質が交換されようという時、サムは敵陣営から歩いてくる男がソベルではないことに気付く。罠だと気付いたサムは取引を中止させるが、激しい銃撃戦が始まってしまう。サムとグルシェンコはその場を逃げ出して身を隠し、サムはジャッフェに報告を入れる。
サムとグルシェンコは指定された隠れ家に着く。だが、グルシェンコが用心深くドアを銃で撃った瞬間、隠れ家は爆発した。2人は騙されていたのだ。実はソベルはソ連で転向した後、アメリカに戻って大学教授になりすまして組織づくりをしており、グルシェンコの逮捕を知ったKGBは彼を偽装誘拐したのだった。そして、CIAはKGBと秘かに取引していた事実を葬り去るため、サムの抹殺命令を出していた。
共に国から裏切られ、命を狙われる立場になったサムとグルシェンコは手を組み、ヨーロッパ各地を逃避行しながら、反撃に転じる。

## キャスト
- サム・ボイド：ジーン・ハックマン
- ピョートル・グルシェンコ：ミハイル・バリシニコフ
- エリオット・ジャッフェ：カートウッド・スミス
- ピアース・グリッソム大佐：テリー・オクィン
- マイク・フリン：ダニエル・フォン・バーゲン
- ナターシャ：ジェラルディーヌ・ダノン
- グリゴリ：オレグ・ラドニック